# Primera División 2015-2016 (Cile)
La Primera División 2015-2016, denominata Campeonato Nacional Scotiabank per motivi di sponsorizzazione, è la 85ª edizione del massimo campionato calcistico cileno.
Il torneo di Apertura è stato vinto dal Colo Colo.

## Formula
Il campionato, comprendente 16 squadre, si svolge con la formula di Apertura e Clausura. Entrambi i tornei stagionali assegnano il titolo di campione nazionale.

## Squadre 2015-16
| Club                 | Città                   | Stadio                              |
| -------------------- | ----------------------- | ----------------------------------- |
| Audax Italiano       | La Florida, Santiago    | Estadio Bicentenario de La Florida  |
| Cobresal             | El Salvador             | Estadio El Cobre                    |
| Colo-Colo            | Macul, Santiago         | Estadio Monumental David Arellano   |
| Dep. Antofagasta     | Antofagasta             | Estadio Regional de Antofagasta     |
| Dep. Iquique         | Iquique                 | Estadio Tierra de Campeones         |
| Huachipato           | Talcahuano              | Estadio CAP                         |
| O'Higgins            | Rancagua                | Estadio El Teniente                 |
| Palestino            | La Cisterna, Santiago   | Estadio Municipal de La Cisterna    |
| San Luis de Quillota | Quillota                | Estadio Lucio Fariña Fernández      |
| San Marcos de Arica  | Arica                   | Estadio Carlos Dittborn             |
| Santiago Wanderers   | Valparaíso              | Estadio Elías Figueroa Brander      |
| Unión Española       | Independencia, Santiago | Estadio Santa Laura-Universidad SEK |
| Unión La Calera      | La Calera               | Estadio Municipal Nicolás Chahuán   |
| Universidad Católica | Las Condes, Santiago    | Estadio San Carlos de Apoquindo     |
| Univ. de Concepción  | Concepción              | Estadio Municipal de Concepción     |
| Universidad de Chile | Ñuñoa, Santiago         | Estadio Nacional de Chile           |

## Torneo Apertura

### Classifica
|                 | Pos. | Squadra              | Pt | G  | V  | N | P  | GF | GS | DR  |
| --------------- | ---- | -------------------- | -- | -- | -- | - | -- | -- | -- | --- |
| Cile (bandiera) | 1    | Colo-Colo            | 33 | 15 | 11 | 0 | 4  | 24 | 14 | +10 |
| Liguilla        | 2    | Universidad Católica | 32 | 15 | 10 | 2 | 3  | 33 | 15 | +18 |
| Liguilla        | 3    | Univ. de Concepción  | 28 | 15 | 9  | 1 | 5  | 29 | 19 | +10 |
| Liguilla        | 4    | Palestino            | 28 | 15 | 8  | 4 | 3  | 23 | 17 | +6  |
| Liguilla        | 5    | Audax Italiano       | 26 | 15 | 7  | 5 | 3  | 22 | 19 | +3  |
|                 | 6    | Unión Española       | 24 | 15 | 7  | 3 | 5  | 30 | 20 | +10 |
|                 | 7    | O'Higgins            | 23 | 15 | 7  | 2 | 6  | 23 | 23 | 0   |
|                 | 8    | Santiago Wanderers   | 20 | 15 | 5  | 5 | 5  | 20 | 19 | +1  |
|                 | 9    | Cobresal             | 18 | 15 | 6  | 0 | 9  | 23 | 28 | -5  |
|                 | 10   | San Marcos de Arica  | 17 | 15 | 5  | 2 | 8  | 18 | 20 | -2  |
|                 | 11   | Universidad de Chile | 17 | 15 | 4  | 5 | 6  | 24 | 30 | -6  |
|                 | 12   | Huachipato           | 16 | 15 | 4  | 4 | 7  | 16 | 21 | -5  |
|                 | 13   | Dep. Iquique         | 16 | 15 | 4  | 4 | 7  | 20 | 28 | -8  |
|                 | 14   | Unión La Calera      | 15 | 15 | 4  | 3 | 8  | 13 | 27 | -14 |
|                 | 15   | San Luis de Quillota | 13 | 15 | 4  | 1 | 10 | 18 | 24 | -6  |
|                 | 16   | Dep. Antofagasta     | 11 | 15 | 2  | 5 | 8  | 11 | 23 | -12 |

- Il Colo Colo si qualifica alla Coppa Libertadores 2016.

### Liguilla Apertura
Si qualificano le squadre classificate dal 2º al 5º posto del Torneo Apertura, la vincente ottiene la qualificazione alla Coppa Sudamericana 2016.
|  | Semifinali           | Semifinali           | Semifinali | Semifinali | Semifinali |  |  | Finale               | Finale               | Finale | Finale | Finale |  |
|  |                      |                      |            |            |            |  |  |                      |                      |        |        |        |  |
|  | Palestino            | Palestino            | 2          | 1          | 3          |  |  |                      |                      |        |        |        |  |
|  | Univ. de Concepción  | Univ. de Concepción  | 1          | 0          | 1          |  |  | Palestino            | Palestino            | 2      | 1      | 3      |  |
|  | Audax Italiano       | Audax Italiano       | 2          | 0          | 2          |  |  | Universidad Católica | Universidad Católica | 1      | 4      | 5      |  |
|  | Universidad Católica | Universidad Católica | 1          | 2          | 3          |  |  |                      |                      |        |        |        |  |

### Marcatori
| Gol |  |  | Giocatore          | Squadra              |
| --- |  |  | ------------------ | -------------------- |
| 10  |  |  | Marcos Riquelme    | Palestino            |
| 9   |  |  | Pablo Calandria    | O'Higgins            |
| 9   |  |  | Carlos Salom       | Unión Española       |
| 7   |  |  | Esteban Paredes    | Colo-Colo            |
| 7   |  |  | Ronnie Fernández   | Santiago Wanderers   |
| 6   |  |  | Ever Cantero       | Cobresal             |
| 6   |  |  | Gastón Lezcano     | O'Higgins            |
| 6   |  |  | César Cortés       | Palestino            |
| 6   |  |  | Carlos Escobar     | San Luis de Quillota |
| 6   |  |  | Roberto Gutiérrez  | Universidad Católica |
| 6   |  |  | Gustavo Canales    | Universidad de Chile |
| 5   |  |  | Felipe Mora        | Audax Italiano       |
| 5   |  |  | Misael Dávila      | Dep. Iquique         |
| 5   |  |  | Alejandro Fiorina  | San Luis de Quillota |
| 5   |  |  | Pablo Corral       | San Marcos de Arica  |
| 5   |  |  | Álvaro Ramos       | Santiago Wanderers   |
| 5   |  |  | Patricio Vidal     | Unión La Calera      |
| 5   |  |  | Mark González      | Universidad Católica |
| 5   |  |  | Fernando Manríquez | Univ. de Concepción  |
| 5   |  |  | Gabriel Vargas     | Univ. de Concepción  |

## Torneo Clausura

### Classifica
|                 | Pos. | Squadra              | Pt | G  | V | N | P | GF | GS | DR  |
| --------------- | ---- | -------------------- | -- | -- | - | - | - | -- | -- | --- |
| Cile (bandiera) | 1    | Universidad Católica | 29 | 15 | 9 | 2 | 4 | 33 | 25 | +8  |
|                 | 2    | Colo-Colo            | 28 | 15 | 8 | 4 | 3 | 19 | 11 | +8  |
| Liguilla        | 3    | O'Higgins            | 28 | 15 | 8 | 4 | 3 | 28 | 24 | +4  |
|                 | 4    | Palestino            | 25 | 15 | 6 | 7 | 2 | 24 | 18 | +6  |
|                 | 5    | Univ. de Concepción  | 25 | 15 | 8 | 1 | 6 | 22 | 24 | -2  |
| Liguilla        | 6    | Santiago Wanderers   | 23 | 15 | 6 | 5 | 4 | 31 | 26 | +5  |
| Liguilla        | 7    | Dep. Antofagasta     | 21 | 15 | 6 | 3 | 6 | 23 | 18 | +5  |
| Liguilla        | 8    | Dep. Iquique         | 19 | 15 | 4 | 7 | 4 | 23 | 22 | +1  |
|                 | 9    | Huachipato           | 19 | 15 | 4 | 7 | 4 | 26 | 27 | -1  |
|                 | 10   | Universidad de Chile | 16 | 15 | 3 | 7 | 5 | 29 | 25 | +4  |
|                 | 11   | San Luis de Quillota | 16 | 15 | 3 | 7 | 5 | 22 | 25 | -3  |
|                 | 12   | Audax Italiano       | 16 | 15 | 3 | 7 | 5 | 16 | 19 | -3  |
|                 | 13   | Unión Española       | 15 | 15 | 2 | 9 | 4 | 20 | 24 | -4  |
|                 | 14   | Cobresal             | 14 | 15 | 3 | 5 | 7 | 14 | 21 | -7  |
|                 | 15   | San Marcos de Arica  | 12 | 15 | 2 | 6 | 7 | 10 | 17 | -7  |
|                 | 16   | Unión La Calera      | 11 | 15 | 2 | 5 | 8 | 16 | 30 | -14 |

- La Univ. Católica si qualifica alla Coppa Libertadores 2016.

### Liguilla Clausura
La vincente ottiene la qualificazione alla Coppa Sudamericana 2016
|  | Semifinali               | Semifinali               | Semifinali | Semifinali | Semifinali |  |  | Finale             | Finale             | Finale | Finale | Finale |  |
|  |                          |                          |            |            |            |  |  |                    |                    |        |        |        |  |
|  | Dep. Iquique             | Dep. Iquique             | 1          | 1          | 2          |  |  |                    |                    |        |        |        |  |
|  | O'Higgins                | O'Higgins                | 3          | 0          | 3          |  |  | O'Higgins          | O'Higgins          | 0      | 1      | 1      |  |
|  | Dep. Antofagasta         | Dep. Antofagasta         | 0          | 0          | 0 (3)      |  |  | Santiago Wanderers | Santiago Wanderers | 0      | 0      | 0      |  |
|  | Santiago Wanderers (dtr) | Santiago Wanderers (dtr) | 0          | 0          | 0 (4)      |  |  |                    |                    |        |        |        |  |

### Marcatori
| Gol |  |  | Giocatore             | Squadra              |
| --- |  |  | --------------------- | -------------------- |
| 11  |  |  | Nicolás Castillo      | Universidad Católica |
| 9   |  |  | Diego Churín          | Unión Española       |
| 8   |  |  | Gastón Lezcano        | O'Higgins            |
| 8   |  |  | Ronnie Fernández      | Santiago Wanderers   |
| 7   |  |  | Flavio Ciampichetti   | Dep. Antofagasta     |
| 7   |  |  | Luciano Vázquez       | Huachipato           |
| 7   |  |  | Rómulo Otero          | Huachipato           |
| 7   |  |  | Pablo Calandria       | O'Higgins            |
| 7   |  |  | Enzo Gutiérrez        | Palestino            |
| 7   |  |  | Carlos Muñoz          | Santiago Wanderers   |
| 6   |  |  | Felipe Mora           | Audax Italiano       |
| 5   |  |  | Juan Muriel Orlando   | Dep. Antofagasta     |
| 5   |  |  | Gonzalo Bustamante    | Dep. Iquique         |
| 5   |  |  | Manuel Villalobos     | Dep. Iquique         |
| 5   |  |  | Mathías Riquero       | Dep. Iquique         |
| 5   |  |  | Carlos Escobar        | San Luis de Quillota |
| 5   |  |  | David Llanos          | Universidad Católica |
| 5   |  |  | Gabriel Vargas        | Univ. de Concepción  |
| 4   |  |  | Hugo Droguett         | Dep. Antofagasta     |
| 4   |  |  | Iván Sandoval         | Cobresal             |
| 4   |  |  | Martín Tonso          | Colo-Colo            |
| 4   |  |  | Michael Ríos          | Dep. Iquique         |
| 4   |  |  | Gastón Sirino         | San Luis de Quillota |
| 4   |  |  | Jaime Grondona        | San Luis de Quillota |
| 4   |  |  | Roberto Cereceda      | Unión La Calera      |
| 4   |  |  | Christian Bravo       | Universidad Católica |
| 4   |  |  | José Pedro Fuenzalida | Universidad Católica |
| 4   |  |  | Sebastián Ubilla      | Universidad de Chile |
| 4   |  |  | Fernando Manríquez    | Univ. de Concepción  |

## Classifica finale
|  | Pos. | Squadra              | Pt | G  | V  | N  | P  | GF | GS | DR  |
|  | ---- | -------------------- | -- | -- | -- | -- | -- | -- | -- | --- |
|  | 1    | Universidad Católica | 61 | 30 | 19 | 4  | 7  | 66 | 40 | +26 |
|  | 2    | Colo-Colo            | 61 | 30 | 19 | 4  | 7  | 42 | 24 | +18 |
|  | 3    | Palestino            | 53 | 30 | 14 | 11 | 5  | 47 | 35 | +12 |
|  | 4    | Univ. de Concepción  | 53 | 30 | 17 | 2  | 11 | 51 | 43 | +8  |
|  | 5    | O'Higgins            | 51 | 30 | 15 | 6  | 9  | 51 | 47 | +4  |
|  | 6    | Santiago Wanderers   | 43 | 30 | 11 | 10 | 9  | 51 | 45 | +6  |
|  | 7    | Audax Italiano       | 42 | 30 | 10 | 12 | 8  | 38 | 38 | 0   |
|  | 8    | Unión Española       | 39 | 30 | 9  | 12 | 9  | 50 | 44 | +6  |
|  | 9    | Huachipato           | 35 | 30 | 8  | 11 | 11 | 41 | 47 | -6  |
|  | 10   | Dep. Iquique         | 35 | 30 | 8  | 11 | 11 | 43 | 50 | -7  |
|  | 11   | Universidad de Chile | 33 | 30 | 7  | 12 | 11 | 53 | 55 | -2  |
|  | 12   | Dep. Antofagasta     | 32 | 30 | 8  | 8  | 14 | 34 | 41 | -7  |
|  | 13   | Cobresal             | 32 | 30 | 9  | 5  | 16 | 37 | 49 | -12 |
|  | 14   | San Luis de Quillota | 29 | 30 | 7  | 8  | 15 | 40 | 49 | -9  |
|  | 15   | San Marcos de Arica  | 29 | 30 | 7  | 8  | 15 | 28 | 37 | -9  |
|  | 16   | Unión La Calera      | 26 | 30 | 6  | 8  | 16 | 29 | 57 | -28 |

La Univ. Católica disputerà la Supercoppa di Cile contro la vincitrice della Coppa Nazionale
Palestino e Univ. Concepcion si qualificano per la Coppa Sudamericana 2016
San Marcos e Union La Calera retrocedono in Primera B